# 宋长荣
宋长荣（1935年7月—2022年12月16日），原名宋宝光，男，江苏沭阳人，中国京剧表演艺术家。一级演员。曾任淮阴市京剧团名誉团长，江苏省戏剧家协会副主席。师从四大名旦之一的荀慧生，擅演剧目有《金玉奴》《红楼二尤》《霍小玉》《鱼藻宫》等。